# 바투 (비디오 게임)
바투(Batoo)는 바둑전투의 줄임말로 바둑 특유의 집을 차지하기 위한 방식에 고도의 심리전 요소와 연막작전 등이 동반되는 온라인 보드전략 게임이다.
온미디어는 바둑TV를 운영하면서 바둑의 스포츠화를 위해 노력했으나 바둑의 기력에 따른 불균형적 요소는 바둑에 익숙치 않은, 젊은 세대가 빠져들기에 어려운 점이 많았다. 따라서 바둑을 기초로 한 신개념의 게임을 제작하기로 결정하고 바투 제작을 시작했다. 바투 제작에는 국내 유수의 프로바둑기사가 참여하여 바둑에 충실하면서도 바둑과 친해지기 좋은 조건을 구상했다.
바투는 필드 특성과 각종 전략요소의 이용이 승패를 좌우할 정도로 전략적 움직임이 중요하다. 이 요소의 이용에 따라서는 기력이 뛰어난 프로바둑기사와도 대등한 대국이 가능했다.
바투를 소개할 때 조훈현 9단은 “바투는 바둑의 심오한 전략성과 현대인이 열광할 만한 요소들이 멋지게 결합됐다”며,“냉철한 상황 판단, 상대의 심리를 꿰뚫는 직관력을 적절히 활용해야 하는 새로운 전략 게임”이라고 평가했으며 김승준 9단과의 스페셜 대국에서는 요소의 활용을 알 수가 없어 어렵다고 평했었다. 2010년 10월 28일에 서비스가 종료되었다.

## 기본 규칙
바둑과 같이 하나의 집에 상대의 돌이 가득 차면 그 돌은 먹히게 된다는 것처럼 기본적 규칙은 바둑과 매우 유사했다.

### 필드 특성
필드는 기본, 스카이, 카오스 3가지로 구성되어 있으며(CBT 기준) 필드는 19X19인 바둑과 달리 11X11, 13×13의 공간에서 펼쳐지며 화점에는 +와 -기호가 그려져 있다. 화점은 필드의 곳곳에 배치되었다.(각 필드는 화점의 위치나 +/-비율이 다르다.)
화점의 +는 점수 5점추가를 -는 5점 박탈을 의미하기 때문에 대국자들은 먼저 +구간을 선점하고자 하며 동시에 상대를 -에 밀어넣고자 하는 고도의 전략을 구사하게 된다. 박지은 9단이 ‘바둑에서는 졌으나, 바투에서는 이기는 경기’를 만들어 내 화제가 되기도 하였다. 그러나 +는 외곽에, -는 중앙에 위치해 있기 때문에 꼭 +를 둔다고 해서 유리한 것도 아니고, -를 둔다고 해서 불리한 것도 아니다. 무리하게 +를 선호하거나, -를 피하게 되면 포인트가 아무리 많다고 해도 패배하게 되었다.
맵 - 제너시스, 스카이, 카오스, 트위스터, 스파이더 (이상 11X11), 세랭게티 (13X13)

### 전략적 요소

#### 베이스 빌드
시작 전에 먼저 돌을 3개 깔게 된다. 아무렇게나 깔아도 상관은 없지만 그 위치가 나중에 결정적인 자리에 있을 수 있다. 또한 포석점이 겹칠 경우 그 돌은 제외되고 '- 점'이 된다. 김성룡 해설 위원에 의하면 전체 판세에 30% 이상 차지할 정도로 중요한 부분이므로 신중하게 두어야 하며 시간이 지날수록 입구자 형태, 석점 나란히 늘기, 한 칸 뜀, 호구 모양 등 다양한 베이스 빌드가 발견되었다.

#### 턴베팅
베이스 빌드 이후 필드의 상황을 고려하여 덤을 제시한다. 더 많은 덤을 제시한 쪽이 흑을 잡으면서 선공을 취하게 되고, 턴 베팅이 동일하면 다시 베팅하며 또 다시 동일하면 랜덤 처리한다. 베이스 빌드가 전체 판세에 영향이 별로 없을 경우에는 최소 5점에서 승부에 큰 영향을 줄 경우에는 최대 25점까지 제시하게 되며 너무 많은 턴베팅을 제시하게 되면, 극도로 불리한 상황으로 몰리게 된다. 월드 바투 리그에서는 동점인 경우 후공인 백을 잡는 선수가 승리하게 되므로 더욱 세심한 턴베팅이 요구되었다.

#### 히든
하나의 돌을 숨겨서 둘 수 있다. 상대는 상대가 히든을 두었다는 사실만 알게 되며 위치를 알 수가 없다. 미리 좋은 위치를 선점하여 상대의 우위에 설 수가 있다. 아무리 불리한 상황에도 히든 한방으로 경기가 역전되는 경우가 많았다. 히든을 성공시키기 위해서는 ‘히든거리’를 최대한 많이 만들어야 하며, 이에 대비해 상대는 ‘히든 말리기’를 통해 상대가 히든 사용을 못하도록 해야했다. 중국의 구리는 대회를 통해 미래를 내다보는 히든 전략을 구사하기도 하였다. 히든에는 들켜도 상관없지만 판세에 별 영향을 못 끼치는 방어용 히든과 들키면 그대로 패배하고, 성공시키면 거의 무조건 이기는 KO 히든이 등이 있는데, KO히든은 들킬 위험이 크므로 심리전을 이용해 다른 방향에 히든을 두었다는 식으로 상대방으로 하여금 방어를 유도해야 했다.

#### 스캔
히든으로 숨겨진 돌을 찾는 요소이며, 사용하게 되면 2점을 깎이게 되었다. 결정적 위치에 포석된 히든을 상대가 알게된다면 상대가 준비한 전략은 수포로 돌아가기 때문에 매우 중요한 전략요소이었다. 그러나 프로들 간의 경기에서는 1점차 승부가 심심치 않게 볼 수 있기 때문에, 스캔 사용을 자제하는 경우가 많았다.

## 바투의 장점
바투는 바둑과는 달리 기본적인 바둑의 기력은 전혀 필요없다는 것이 바투의 장점으로 꼽힌다. 바투는 약 5분의 연습만으로도 바둑 9단의 실력자를 이길 수 있으며, 실제로 바둑 9단으로 유명한 김성룡 해설은 생생바투한판이라는 방송경기에서 레벨 5(최초급자) 이하의 유저에게 완패한 사례도 있었다.

## 기존 바둑계 일부의 시각
바둑인구를 늘리기 위한 노력이지만 기존 바둑계 일부는 바둑의 권위를 훼손한다는 시각을 갖고 있었다. 이는 인터넷 게임으로써의 바둑이기 때문에 가능한 '히든'과 '스캔'때문에 더더욱 뒷받침되었다. 결국 바둑은 1:1 직접대국을 기본으로하다 보니 애초에 '보이지 않는 돌'을 둘 수 없었다. 따라서 바투인구가 바둑인구로 전환될 것이라는 보장이 없으며 오히려 바둑인구를 줄이는 경향을 나타낼지도 모른다는 시각을 표명하였다.

## 바투의 방향

### e-스포츠화
온미디어는 온게임넷이나 바둑TV 등의 방송이 주요 사업이었다. 바투역시 이런 방송을 통한 스포츠화에 방향을 잡고 있음을 온미디어측도 말한바가 있다. 그를 위해 바투의 홍보로써 자사의 스타리그인 BATOO 스타리그 08~09를 개최하고, 바투 인비테이셔널에 조훈현 9단을 비롯한 프로바둑기사들이 출전하며, 2009년 초에 개최되었던 월드 바투 리그(World Batoo League)는 바둑에서도 흔치않았던 총상금 12억원 상당의 대회를 개최하는 등 노력하였다.

### 바둑 인구 유입
바둑을 흥미롭게 들어올 수 있는 여러 요소가 있지만 기본 바탕이 바둑이기 때문에, 제작자측과 조훈현 9단은 바둑을 전혀 하지 못하는 초보들을 위한 동영상, 교재 등을 기획하였다.

## 같이 보기
- 월드 바투 리그
- 바둑